# La Société des individus
La Société des individus (en allemand Die Gesellschaft der Individuen) est un ouvrage du sociologue allemand Norbert Elias, paru en allemand en 1987 puis en français en 1991 (avec un avant-propos de Roger Chartier).

## Description
Le livre est constitué de trois textes :
- La Société des individus, écrit en 1939, initialement destiné à constituer la conclusion de l'ouvrage Sur le processus de civilisation.
- Conscience de soi et image de l'homme, écrit dans les années 1940-1950.
- Les Transformations de l'équilibre "nous-je", écrit en 1987.

## La société des individus
Dans ce texte, Norbert Elias tâche d'éclaircir le lien entre individu et société. Il commence par définir la société comme l'ensemble des inter-relations fonctionnelles entre les individus, qu'il compare, pour aider à saisir sa complexité, à l'ensemble des relations existant entre les notes d'une mélodie, ou entre les mailles d'un filet. Selon lui, ce qui fait la spécificité de l'homme par rapport à l'animal est sa très grande adaptabilité à des modes de relation changeants : la commande du comportement chez l'homme est souple, peu soumise à des activités réflexes, et transformée continuellement par le réseau des relations. Pour cette raison, il n'existe pas, pour Norbert Elias, de nature humaine, un enfant est malléable et indifférencié, son individualisation se fait au contact des autres individus et dépend donc de la nature des relations au sein du groupe où il naît. Cette malléabilité rend la commande du comportement humain à la fois individuelle, piloté par le psychisme, sociale, avec des lois dépendant des groupes d'individus, et historique, susceptible d'évolution rapide.
Dans ces conditions, Norbert Elias tâche de comprendre pourquoi, dans les sociétés occidentales, l'individu se perçoit en général comme séparé du reste de la société par un gouffre, alors que celui-ci n'existe pas à la naissance. Dans ces sociétés, les relations inter-individuelles sont caractérisées par un très fort contrôle des réactions affectives (comme il l'a montré dans "Sur le processus de civilisation"), un refoulement fréquent des manifestations instinctives dans l'inconscient et un puissant auto-contrôle. Cet enfouissement des pulsions conduit à la sensation de l'existence d'un Moi intérieur, indépendant du reste du monde, et explique la dichotomie ressentie entre individu et société.
La difficulté de la compréhension du lien entre individu et société réside donc dans le fait que la société n'est pas seulement à l'origine du conditionnement social, elle est source à la fois d'uniformisation et d'individualisation, et ces deux fonctions sociales ne peuvent exister l'une sans l'autre.

## Conscience de soi et image de l'homme
Le propos de Norbert Elias dans ce texte est de comprendre, et de démonter intellectuellement, la séparation entre deux visions du lien individu-société, au contenu fortement passionnel :
- la première considère les individus comme isolables, voit les évolutions historiques comme étant dues à des individus isolés, et peut à l'extrême concevoir la société comme obstacle à la réalisation des individus – comme s'il pouvait exister des individus sans société[3].

- la seconde considère l'existence de forces supra-individuelles responsables de l'évolution de la société (Marx, Comte), et voit dans ses formes extrêmes l'individu comme subordonné à l’État, dévoué à la nation, solidaire de sa classe sociale, obéissant à son église ou sacrifié à sa race – comme s'il pouvait exister une société sans individu[3].

Elias s'inspire alors de la théorie de la connaissance classique pour trouver l'origine de cette dualité inconciliable dans laquelle est enfermé le couple individu-société. Alors qu'au Moyen Âge, la connaissance du monde ne pouvait se déduire que d'une autorité reconnue, principalement religieuse, l'homme occidental prend conscience à la Renaissance de sa capacité à comprendre et, de ce fait, à influer sur la nature. Ceci l'amène à développer une conscience de soi comme individu, doté d'un entendement autonome. Les philosophes vont alors tenter de saisir la nature de cet entendement et les possibilités de connaissance qu'il procure (Berkeley, Locke, Leibniz, Hume, Kant). Or, les sociétés occidentales sont caractérisées par la répression des tendances spontanées, une grande distance entre le désir et l'action, bref, une régulation psychologique omniprésente, comme il l'a démontré dans "Sur le processus de civilisation". Pour Elias, l'entendement constitue cette commande sociale d'autorégulation. C'est cette capacité à refouler ses émotions qui a permis à l'homme occidental de prendre le recul nécessaire pour comprendre le monde. Cet entendement n'est donc pas figé, comme le pensaient les philosophes classiques, et sa nature n'est pas universelle. Au niveau de la société, il est une construction historique, tandis qu'au niveau de l'individu, il s’acquiert par l'éducation. Cet éclaircissement de la nature de l'entendement de l'homme occidental, identifié à un puissant contrôle de soi, permet donc à Elias de comprendre l'origine de ce gouffre ressenti entre l'individu et la société.
Elias compare ainsi le fonctionnement de la société occidentale avant et après l'apparition de cette prise de conscience de soi comme individu :
- avant, le risque pour l'homme vient de la nature (manque de gibier, maladies...), le long terme n'existe pas, les choix sont peu nombreux et la recherche de satisfaction est immédiate. La protection et le contrôle de l'individu sont assurés par le groupe (clan, village, seigneurie, corporation, classe).
- après, les fonctions sociales se sont différenciées, les chaînes de réalisation des actions se sont allongées, les besoins immédiats sont souvent réprimés. La protection et le contrôle de l'individu sont assurés par un État centralisé et urbanisé. Cet éloignement du centre du pouvoir et cet auto-contrôle accru de l'affectivité ont conduit à une grande autonomisation des individus. Plus les forces naturelles présentes en l'homme sont soumises à un contrôle omniprésent et multiple, plus elles sont contenues et détournées, plus les différences s'accentuent, plus l'individualisation est forte, et avec elle la conscience, la fierté et l'importance de cette différence, sources de nouveaux plaisirs. Le déséquilibre entre les aspirations de cet idéal du Moi et ses réalisations, et les choix continuels à faire, sont en revanche sources de nouvelles souffrances (ennui, culpabilité...)[5].

Il conclut qu'il n'y a en définitive pas de conflit individu-société, mais un conflit interne à celle-ci, où s'insérer à son groupe social exige paradoxalement de chercher à être soi-même.

## La transformation de l'équilibre "nous-je"
Dans ce texte plus tardif, Norbert Elias met la théorie développée dans son texte précédent à l'épreuve des dernières évolutions du monde. L'identité du nous existe à de multiples niveaux (famille, village, État, continent, humanité) mais jusqu'à la Renaissance en Occident – et encore actuellement dans les sociétés traditionnelles – l'identité du nous investie dans un groupe local (famille, clan, corporation, village) prévalait sur l'identité du je. Depuis le Moyen Âge, on assiste à un élargissement de l'unité de vie et le niveau le plus investi affectivement est ainsi passé de ce groupe local à l’État national. Cette perte de contrôle social et cet accroissement de l'auto-contrôle, dus à l'éloignement du pouvoir, ont conduit à une nouvelle poussée d'individualisation et d'autonomisation. Ainsi, l'identité du je a progressivement pris le pas, dans les sociétés dites développées, sur l'identité du nous. La secte Amish aux États-Unis, ou la mafia, sont des exemples de subsistance de sociétés pré-étatiques au sein d'une organisation étatique ; les possibilités d'individualisation y sont faibles.
Elias développe également dans ce texte la notion d'habitus, qui est la part de la personnalité issue de l'identité du nous. L'habitus le plus important actuellement est l'habitus national. Mais la concurrence économique, la sécurité militaire, la lutte contre la pollution... rendent nécessaire de nouvelles intégrations supra-nationales. Or, l'habitus évolue beaucoup moins vite que cette dynamique sociale. Elias explique de cette façon les difficultés du passage de l'organisation tribale à l'organisation étatique en Afrique ou de la construction européenne. Dans ces situations, la fusion partielle dans une entité sociale supérieure conduit à un sentiment de perte de sens de l'identité du nous, alors que le niveau supérieur n'est pas encore investi de valeur affective. Il voit enfin les droits de l'homme comme une nouvelle poussée d'individualisation, où l’État n'a plus le droit d'exercice de la violence et l'unité dominante devient l'humanité.

## Citation
"C'est ainsi que se meut la société humaine dans son ensemble, ainsi que s'est accomplie et que s'accomplit encore l'évolution historique de l'humanité : née de multiples projets, mais sans projet, animée de multiples finalités, mais sans finalité."